# Jasurbek Latipov
Jasurbek Madaminjon oʻgʻli Latipov (ur. 15 września 1991 roku tumanie Paxtaobod w wilajecie andiżańskim) – uzbecki bokser, trzykrotny medalista mistrzostw świata, mistrz Azji, brązowy medalista uniwersjady.

## Kariera
Pierwszy występ międzynarodowy zaliczył w 2007 roku podczas mistrzostw świata kadetów w Baku w wadze papierowej. W ćwierćfinale uległ niejednogłośnie na punkty Rosjaninowi Grigorijowi Nikołajczukowi. Rok później na młodzieżowych mistrzostwach świata w Guadalajarze odpadł na tej samej rundzie, przegrywając z Filipińczykiem Gersonem Nietesem.
W 2010 roku wystąpił na igrzyskach azjatyckich w Kantonie. Przegrał w pierwszej walce z Chińczykiem Zou Shiming. W październiku następnego roku zdobył brązowy medal na mistrzostwach świata w Baku, przegrywając z Walijczykiem Andrew Selbym.
Na igrzyskach olimpijskich w Londynie wziął udział w rywalizacji w wadze muszej. W eliminacjach wygrał z Heshamem Abdelaalem z Egiptu. W ćwierćfinałowym pojedynku uległ jednak Mongołowi Njambajarynowi Tögscogtowi. Rok później na letniej uniwersjadzie w Kazaniu zdobył brązowy medal pop porażce w półfinale z Enchdelgerem Karchuu. W październiku tego samego roku został wicemistrzem świata na mistrzostwach świata w Ałmaty. W finale niejednogłośnie lepszy był Rosjanin Misza Ałojan.
W 2017 roku zdobył złoty medal mistrzostw Azji w Taszkencie, pokonując w finale Koreańczyka Kim In-kyu. Na początku września ponownie został wicemistrzem świata w Hamburgu. W decydującej walce przegrał z Yosvanym Veitíą z Kuby. W sierpniu następnego roku podczas igrzysk azjatyckich w Dżakarcie zdobył złoto, zwyciężając Rogena Ladona z Filipin.